# Менин (Белуно)
Менин (итал. Menin) је насеље у Италији у округу Белуно, региону Венето.
Према процени из 2011. у насељу је живело 99 становника. Насеље се налази на надморској висини од 414 м.